# Jon Sobrino
Jon Sobrino SJ (Barcelona, 1938. december 27. –) Salvadorban élő jezsuita pap, napjaink felszabadítási teológiájának leghíresebb képviselője.

## Életrajza
Jon Sobrino Barcelonában született 1938. december 27-én egy baszk családban a polgárháború idején.
1957 óta él Salvadorban. Eredetileg mérnöknek készült, műegyetemi tanulmányait az Amerikai Egyesült Államok-beli St. Louisban végezte. Teológiai végzettséget Frankfurt am Mainban szerzett, a Sankt Georg Hittudományi Egyetemen, ahol később Erhard Kunz jezsuita teológusnál dogmatikából doktorált. Témája: az analysis fidei.
Sobrino atya a közép-amerikai katolikus José Simeón Cañas Egyetem egyik alapítója, professzora lett. 1989-ben merényletet kíséreltek meg ellene, amelyben hat rendtársa és két házvezetőnője meghalt.
A Grazi Egyetemen 1992-ben megkapta a legmagasabb emberjogi kitüntetést, majd 1998-ban a münsteri „Westfälische Wilhelms-Universität” díszdoktori címét.

## Egyes téziseitXVI. Benedek pápaelítélte
2007. március 15-én a vatikáni Hittani Kongregáció nyilvános jegyzékben egyes tételeit elítélte, azaz „állításai tévesek és veszélyesek, ezért tehát ártalmasak a hívő emberek számára… A kérdéses művek a következők: az 1991-ben megjelent Jézus Krisztus, a felszabadító: a názáreti Jézus történelmi-teológiai olvasata és az 1999-ben közzétett Hit Jézus Krisztusban… E téves állítások között szerepel: a szegények egyházának fogalma és a szegények melletti kizárólagos opció, állásfoglalás, miszerint a szegények egyháza a krisztológia egyházi helye és alapvető irányvonala. A szerzőnek ez az állítása ellentétes azzal, hogy az egyház által minden nemzedéknek közvetített egyedüli egyházi hely az apostoli hit. Sobrino atya továbbá csökkenti az Újszövetség és az ősegyház nagy zsinatai által hozott határozatok normatív értékét.”

## Művei
- Resurrección de la verdadera Iglesia. Los pobres, lugar teológico de la eclesiología (Presencia Teológica 8), Santander: Sal Terrae, 1984
- Jesús en América Latina. Su significado para la fe y la cristología (Presencia Teológica 12), Santander: Sal Terrae, 1985
- Liberación con espíritu. Apuntes para una nueva espiritualidad (Presencia Teológica 23), Santander: Sal Terrae, 1985 (dt.: Geist, der befreit: Anstösse zu einer neuen Spiritualität, 1989 ISBN 3-451-21091-6)
- Compañeros de Jesús. El asesinato-martirio de los jesuitas salvadoreños. (Aqui y Ahora 4), Santander: Sal Terrae, 1989
- Sterben muss, wer an Götzen rührt: das Zeugnis der ermordeten Jesuiten in San Salvador: Fakten und Überlegungen. Fribourg/Brig : Ed. Exodus, 1990 ISBN 3-905575-04-3
- Die Winde, die in Santo Domingo wehten, und die Evangelisierung der Kultur, in: Missionszentrale der Franziskaner (Hg.): Santo Domingo 1992. IV. Generalversammlung der Lateinamerikanischen Bischofskonferenzen. Werden – Verlauf – Wertung (Berichte, Dokumente, Kommentare 55), Bonn: Missionszentrale der Franziskaner, 1993, 32-50.
- Befreiungstheologie als intellectus amoris. Gespräch von Martin Maier SJ mit Jon Sobrino SJ, San Salvador, in: Missionswissenschaftliches Institut Missio e.V. (Hg.): Jahrbuch für kontextuelle Theologien, Frankfurt/Main: IKO 2 (1994) 11-40.
- mit Ignacio Ellacuría (Hg.): Mysterium Liberationis. Grundbegriffe der Theologie der Befreiung, 2 Bde., Luzern: Exodus, 1995/1996 ISBN 3-905575-98-1 u. ISBN 3-905575-99-X
- Qué queda de la Teología de la Liberación?, in: Exodo 38 (1997) 48-53 (auch in: RELaT 182) (1997)
- La Iglesia samaritana y el Principio-Misericordia, in: RELaT, 192.
- Christologie der Befreiung. Bd. 1, Mainz: Matthias-Grünewald, 1998 ISBN 3-7867-2130-0

## Külső hivatkozások
- Magyar Kurír: Művei pontatlanságokat és tévedéseket tartalmaznak
- Jezsuita portál: Téves tanítások
- Egyetemének spanyol honlapja
- Jon Sobrino Oscar Romeroról
- Spiegel-Online
- A Hittani Kongregáció nyilvános jegyzékének szövege